# Stanisław Hyjek
Stanisław Hyjek ps. „Boryna” (ur. 1 maja 1895 w Czajkowej, zm. 23 sierpnia 1915 nad rzeką Rośnią k. Wysokiego Litewskiego) – sierżant Legionów Polskich, kawaler Orderu Virtuti Militari.

## Życiorys
Urodził się 1 maja 1895 w Czajkowej, w rodzinie Walentego i Anny z Dudzików. Ukończył gimnazjum w Mielcu i tam też zdał maturę, po czym podjął pracę jako urzędnik pocztowy w Tarnobrzegu. Należał do organizacji „Zarzewie”, „Związek Jastrzębi” i „Przebojem”, działał również w skautingu. Od 1912 roku członek Polskich Drużyn Strzeleckich, w których zajmował stanowisko dowódcy plutonu organizacji studenckiej w Mielcu. 
Od 4 sierpnia 1914 w Legionach Polskich z przydziałem na zastępcę dowódcy plutonu w 2 kompanii VI baonu 1 pułku piechoty. Uczestnik bitew pod Krzywopłotami, Łowczówkiem, Żernikami i Jastkowem. W toku walk mianowany sierżantem. Za wykazane podczas służby poświęcenie i odwagę został pośmiertnie odznaczony Orderem Virtuti Militari . Poległ nad rzeką Rośnią koło Wysokiego Litewskiego podczas pościgu za uciekającymi wojskami rosyjskimi. Pochowany na cmentarzu wojskowym w Wysokim Litewskim. Nie założył rodziny . 

## Ordery i odznaczenia
- Krzyż Srebrny Orderu Wojskowego Virtuti Militari nr 7212 – 17 maja 1922[3]
- Krzyż Niepodległości – 19 grudnia 1930 „za pracę w dziele odzyskania niepodległości”[4]
- Krzyż Kawalerski Orderu Odrodzenia Polski[2]
- Złoty Krzyż Zasługi[2]